# Lubret-Saint-Luc
Lubret-Saint-Luc ist eine französische Gemeinde mit 61 Einwohnern (Stand 1. Januar 2022) im Département Hautes-Pyrénées in der Region Okzitanien (vor 2016: Midi-Pyrénées). Sie gehört zum Arrondissement Tarbes und zum Kanton Les Coteaux.
Die Einwohner werden Lubrelucois und Lubrelucoises genannt.

## Geographie
Lubret-Saint-Luc liegt circa 21 Kilometer nordöstlich von Tarbes in der historischen Grafschaft Bigorre am nördlichen Rand des Départements.
Umgeben wird Lubret-Saint-Luc von den sechs Nachbargemeinden:
|        | Antin                                       | Lapeyre      |
| Osmets | Kompassrose, die auf Nachbargemeinden zeigt | Lalanne-Trie |
|        | Luby-Betmont                                | Vidou        |

Lubret-Saint-Luc liegt im Einzugsgebiet des Flusses Adour.
Der Bouès, ein Nebenfluss des Arros, markiert im Wesentlichen die Grenze zu den östlichen Nachbargemeinden Lapeyre, Lalanne-Trie und Vidou. Der Sarraillé ist ein Nebenfluss des Bouès und entspringt im westlichen Teil des Gemeindegebiets.
Ebenso bewässert der Roumégas, ein Nebenfluss der Chella, das Gebiet der Gemeinde zusammen mit seinem Nebenfluss, dem Ruisseau de la Peyrole.

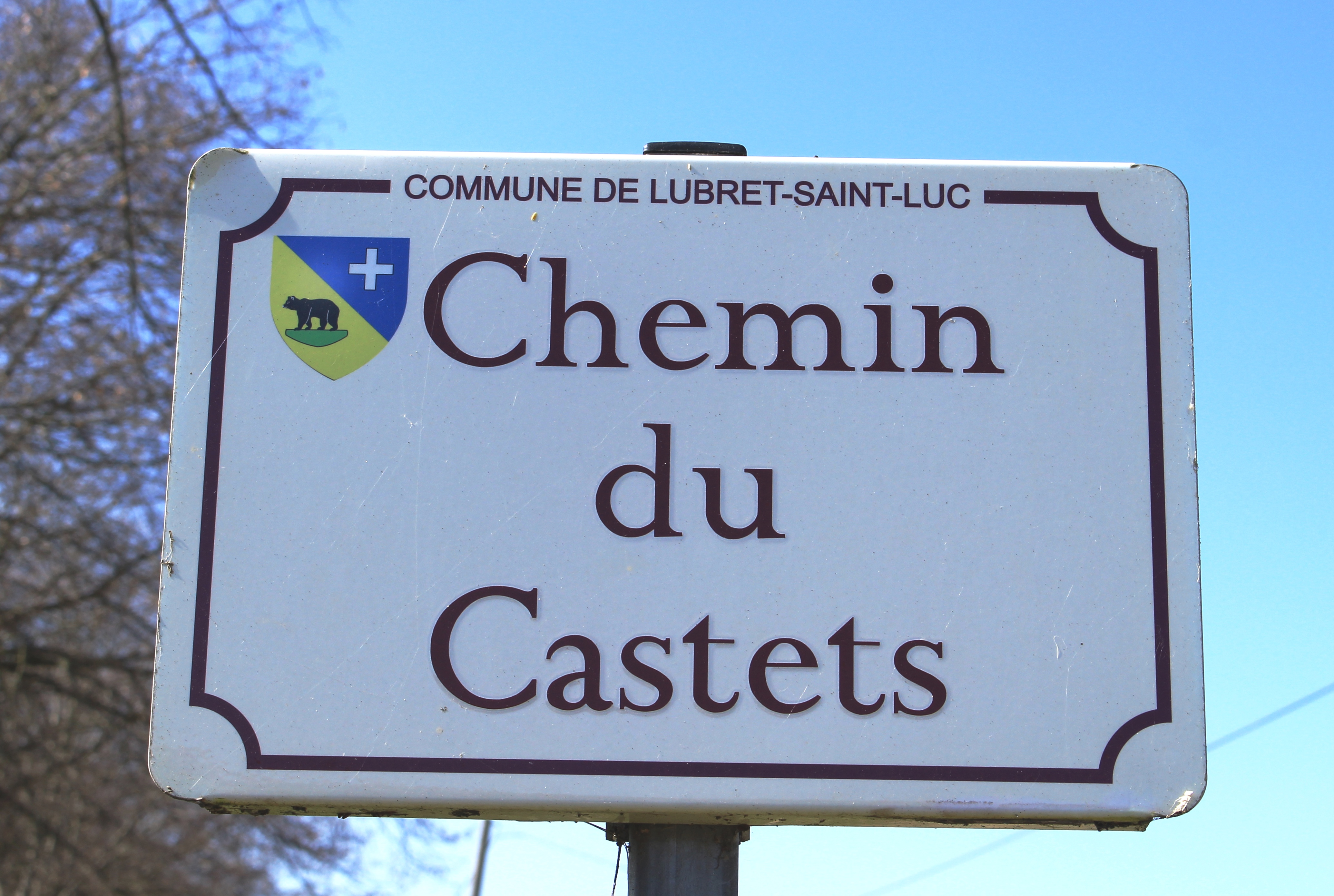
Straßenschild

## Geschichte
Im Jahre 1322 wurde die Bastide Lubret gegründet unter der geteilten Grundherrschaft von dem lokalen Seigneur Bernard de Castelbajac und dem Seneschall des Bigorre Jourdain de Lubret im Namen der französischen Krone. Saint-Luc wurde 1326 gegründet im Zuge der Teilung der Ländereien nach dem Tod von Bernard de Castelbajac auf zwei Zweige der Familie. Der Ruisseau de Lagelle diente als Grenze zwischen den beiden Lehen Lubret (südlich) und Saint-Luc (nördlich). Während der Französischen Revolution war eine Fusion zwischen Lubret, Saint-Luc, Luby und Betmont angedacht, ausgeführt wurde im Jahre 1842 der Zusammenschluss von Lubret und Saint-Luc.

## Toponymie
Der okzitanische Name der Gemeinde heißt Lubret Sent-Luc. Die Herkunft es Namens Lubret ist unklar. Es könnte sich hierbei um ein Diminutiv der Nachbargemeinde Luby handeln. Der Name von Saint-Luc ist der Schutzpatron des Orts, der Evangelist Lukas.
Der Spitzname der Bewohner der Gemeinde lautet Los tistalhèrs de Sent-Luc (deutsch die Korbflechter von Saint-Luc).
Toponyme und Erwähnungen von Lubret und Saint-Luc waren:
- Lubret (1429, Zensusliste der Grafschaft Bigorre),
- Lubret (1750, 1792 und 1801, Karte von Cassini, Notice Communale bzw. Bulletin des lois),
- De Sancto Luca (1342, Kirchenregister von Tarbes),
- de Sancto Lucha (1369 und 1389, Larcher, Castelbajac),
- Sent Luc (1429, Zensusliste der Grafschaft Bigorre),
- St. Luc (1750, Karte von Cassini),
- Sinluc (1792, Notice Communale),
- Saint-Luc (1801, Bulletin des lois).[4][5][6][7]

## Einwohnerentwicklung
Nach Beginn der Aufzeichnungen stieg die Einwohnerzahl vor allem nach dem Zusammenschluss der beiden Gemeinden bis zur Mitte des 19. Jahrhunderts auf einen Höchststand von rund 425. In der Folgezeit sank die Größe der Gemeinde bei kurzen Erholungsphasen bis heute.
| Jahr      | 1962 | 1968 | 1975 | 1982 | 1990 | 1999 | 2006 | 2011 | 2022 |
| --------- | ---- | ---- | ---- | ---- | ---- | ---- | ---- | ---- | ---- |
| Einwohner | 102  | 89   | 89   | 98   | 103  | 91   | 75   | 72   | 61   |

## Sehenswürdigkeiten
- Pfarrkirche Saint-Luc. Sie wurde zu Beginn des 20. Jahrhunderts errichtet und besitzt Baumaterial und Verzierungen von früheren Kirchengebäuden. Die frühere Kapelle von Lubret ist heute verschwunden.

- Schloss und Mühle Janette wurden von Odet de Castelbajac zwischen 1460 und 1470 errichtet.

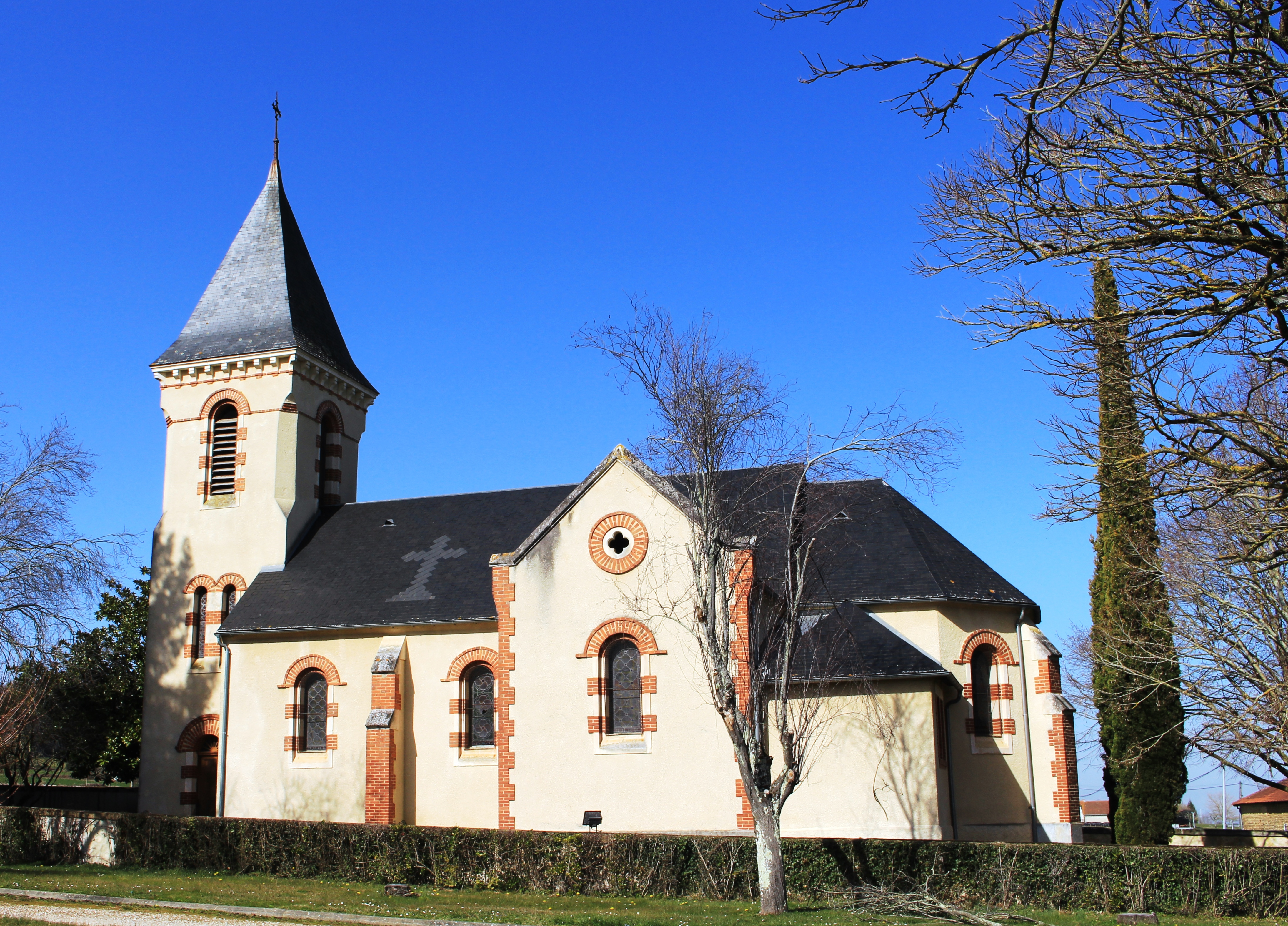
Pfarrkirche Saint-Luc
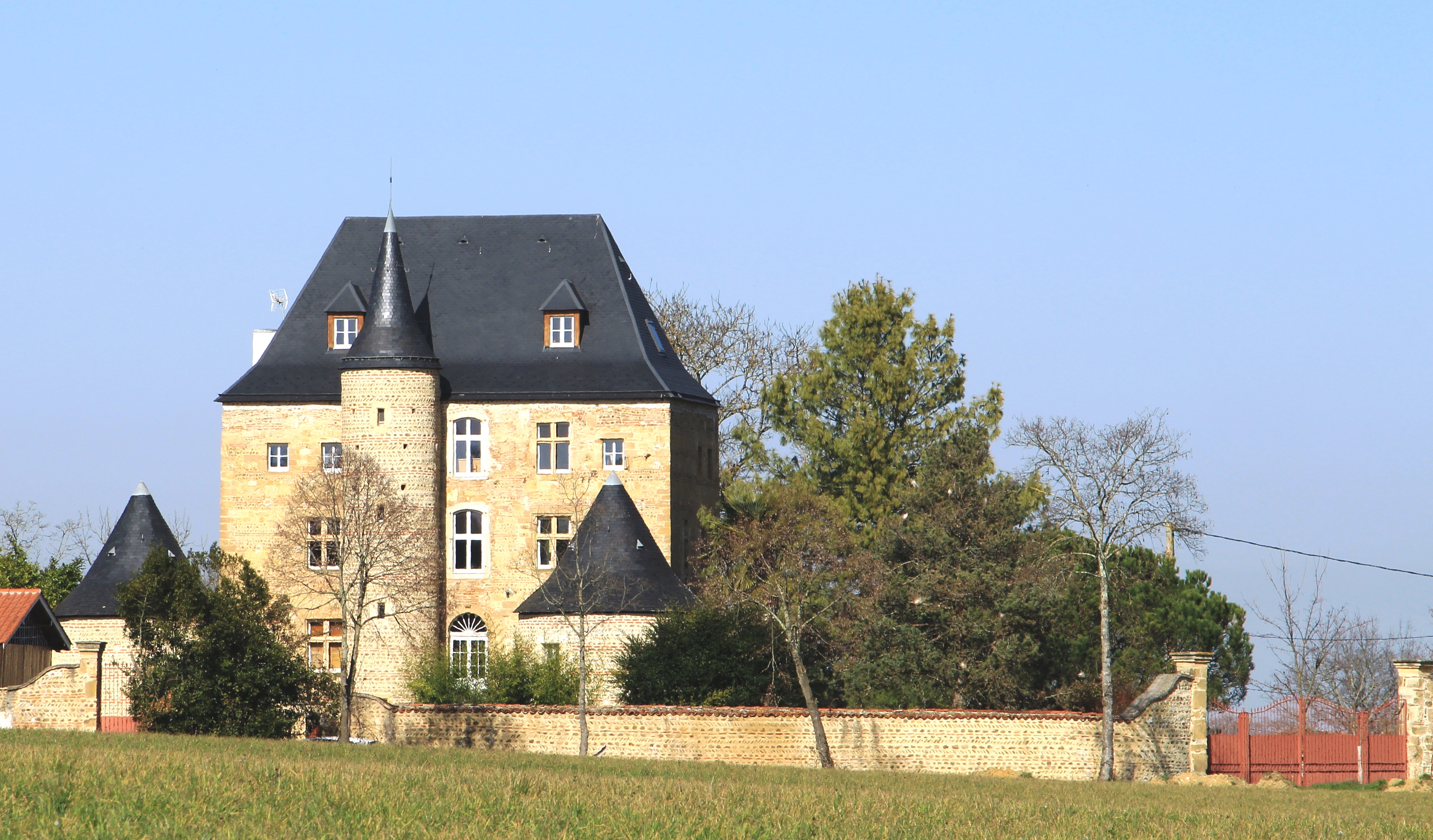
Schloss

## Wirtschaft und Infrastruktur

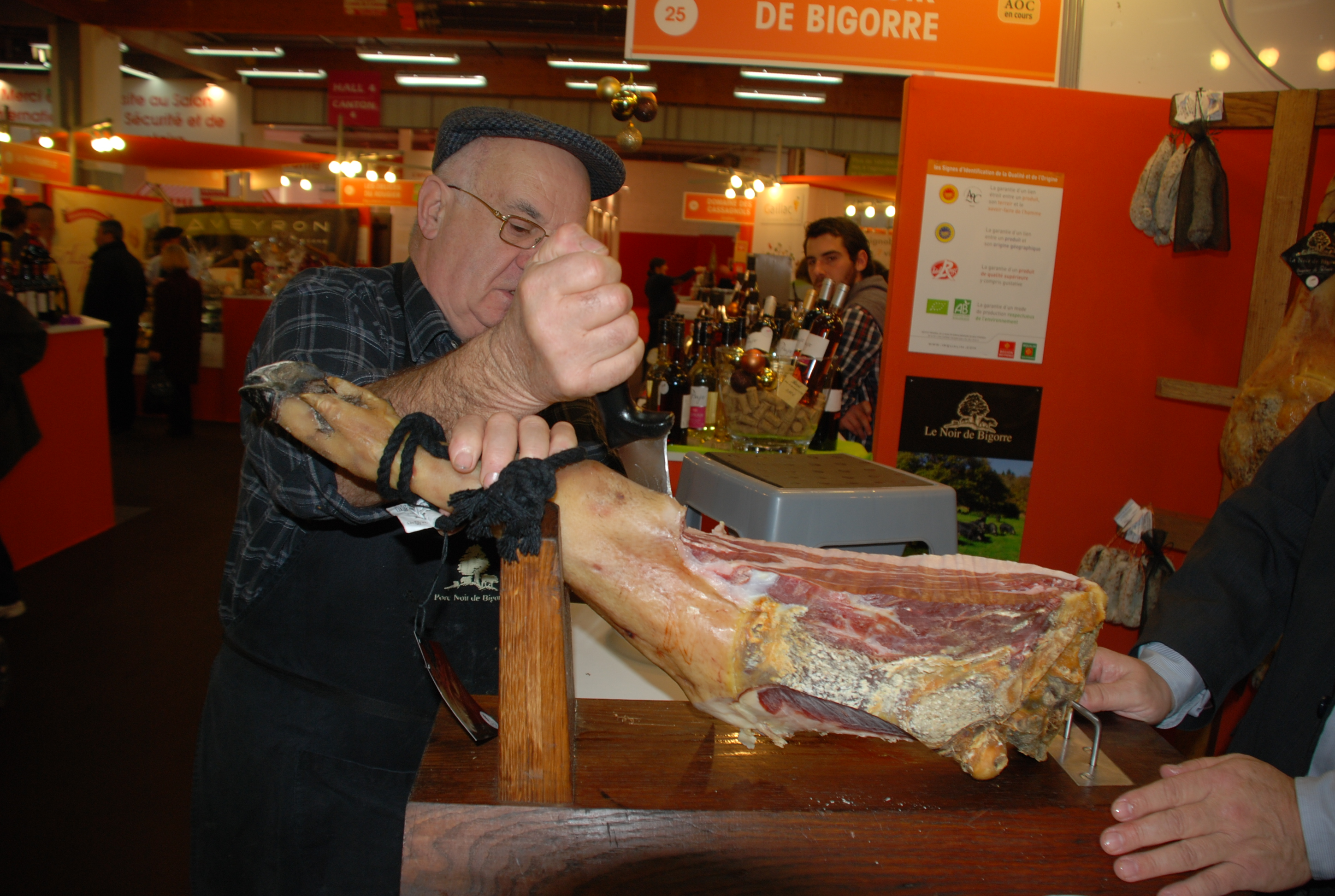
Noir de Bigorre-Schinken

Die Wirtschaft der Gemeinde hat ihren Schwerpunkt in der Landwirtschaft. Lubret-Saint-Luc liegt in den Zonen AOC der Schweinerasse Porc noir de Bigorre und des Schinkens Jambon noir de Bigorre.

### Verkehr
Lubret-Saint-Luc ist über die Routes départementales 11 und 611 erreichbar.